# Rupert Fegg
Rupert Fegg (* Juli 1948 in Bad Reichenhall) ist ehemaliger Direktor der Kunstakademie Bad Reichenhall sowie der Akademie der bildenden Künste Kolbermoor.

## Leben
Rupert Fegg startete sein Berufsleben bei der Bundeswehr. Hier war er sportlich aktiv (Fallschirmspringen, Skilaufen). Durch einen Unfall verlor er seinen rechten Arm. Er studierte Pädagogik und Psychologie und arbeitete danach in der offenen Jugendarbeit und in der Erwachsenenbildung (VHS in Bad Reichenhall). Fegg war ab 1996 Gründungsdirektor und bis Anfang 2014 Leiter der Kunstakademie Bad Reichenhall. 2014 und 2015 war er Direktor der Akademie der bildenden Künste Kolbermoor, die er seit 2016 berät. Zudem übte er künstlerische Beratertätigkeiten und Lehraufträge an Hochschulen aus. Fegg ist außerdem Sammler von Kunstwerken und Galerist.

## Auszeichnungen
- 2008: Ehrenkreuz für Wissenschaft und Kunst der Republik Österreich[1]